# Gossler (Hanseatengeschlecht)

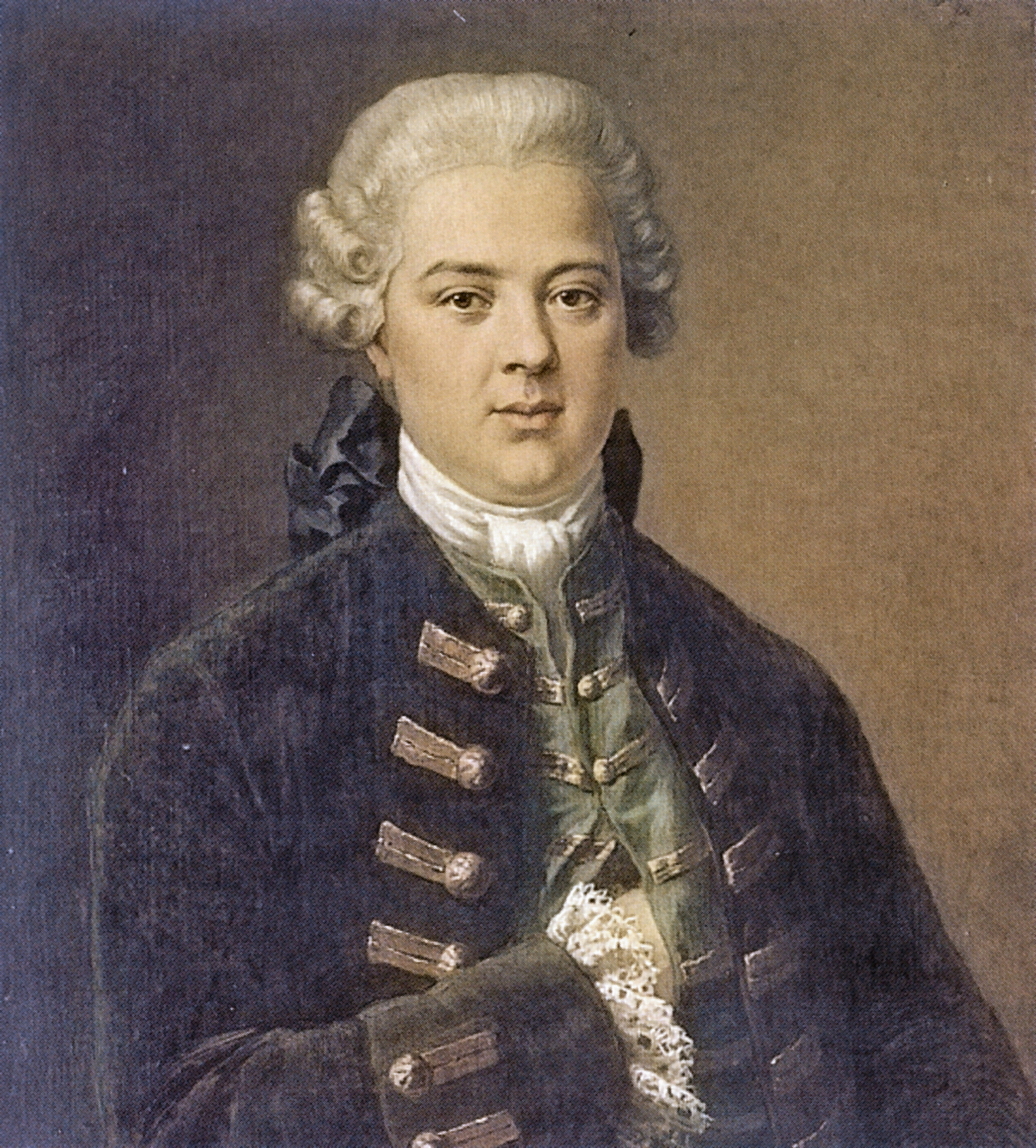
Der Kaufmann Johann Hinrich Goßler

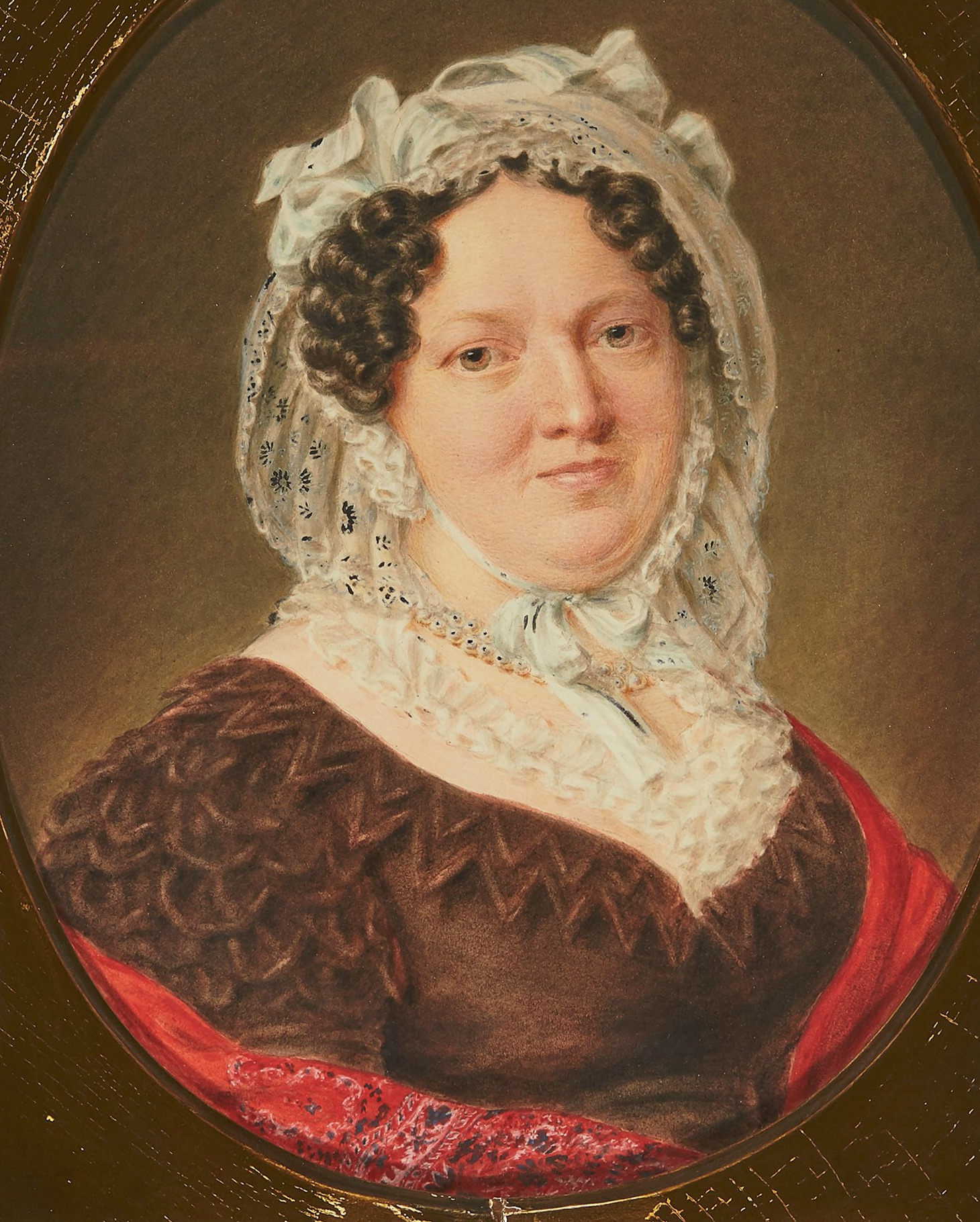
Anna Henriette Gossler

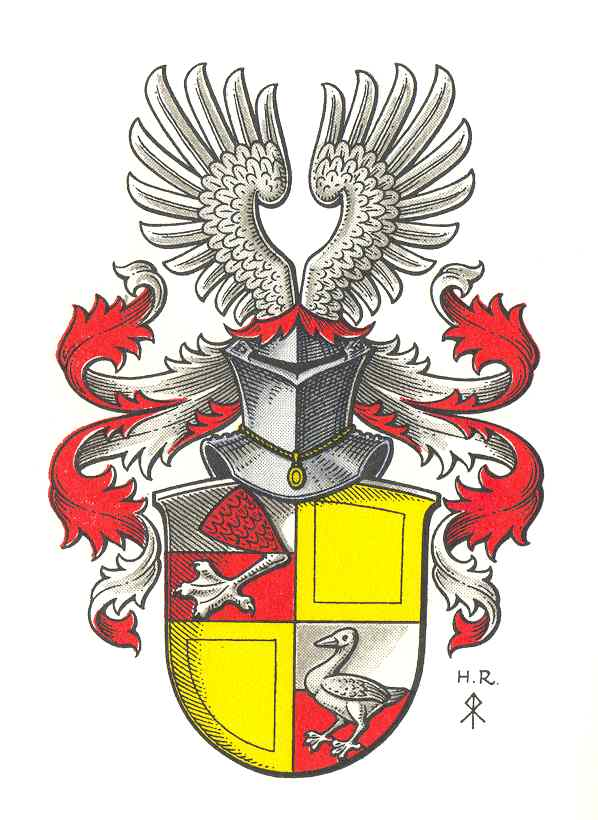
Wappen der Familie Goßler

Wappen der Freiherren von Berenberg-Gossler

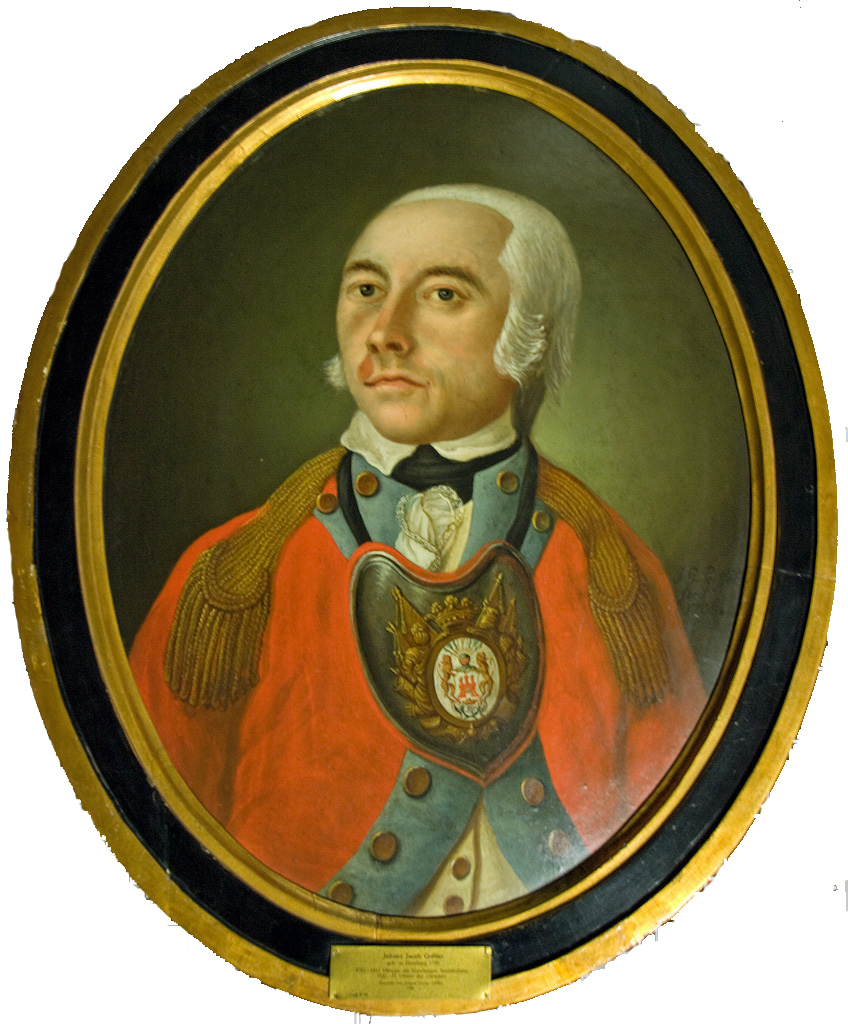
Johann Jacob Goßler (1758–1812), Oberst im französischen Dienst

Gossler (auch Goßler) bzw. von Berenberg-Gossler ist der Name eines Hanseatengeschlechts bzw. Adelsgeschlechts aus Hamburg. Mitglieder der Familie waren bzw. sind Kaufleute, Bankiers, Senatoren und erster Bürgermeister (Staatsoberhaupt) des Stadtstaates Hamburg. Die Familie stammt von Johann Hinrich Goßler und Elisabeth Berenberg, einzige Erbin der Bankiersfamilie Berenberg, ab, und ist seit 1769 Mitinhaber bzw. Hauptinhaber des Handels- und Bankhauses Berenberg.

## Geschichte
Die Hanseatenfamilie Goßler stammt von Johann Hinrich Goßler (1738–1790) ab. Seine Vorfahren waren in Hamburg Bürger und Caffamacher; sein Vater Johann Eibert Goßler (1700–1776) hatte 1739 für 10.600 Mark das Amt des Herrenschenken (Zeremonienmeister) des Rates gekauft. Sein Bruder Johann Jacob Goßler (1758–1812) war Oberst im französischen Dienst und starb während des Russlandfeldzuges Napoleons.
Johann Hinrich Goßler war ab 1769 Mitinhaber des Handels- und Bankhauses Berenberg (ab 1791 Joh. Berenberg, Gossler & Co. genannt). Im Jahr 1768 heiratete er Elisabeth Berenberg (1749–1822), die Tochter von Johann Berenberg (1718–1772) und einzige Erbin der Bankiersfamilie Berenberg. 1788 nahm Goßler seinen Schwiegersohn Ludwig Erdwin Seyler (1758–1836), Sohn des berühmten schweizerischen Theaterdirektors Abel Seyler, als neuen Partner auf. Seyler wurde nach dem Tod seines Schwiegervaters Chef des Handelshauses und war Präses der Commerzdeputation.
Das Handels- und Bankhaus Berenberg wurde 1590 von Hans (1561–1626) und Paul Berenberg (1566–1645) in Hamburg gegründet. Die Familie Berenberg aus Lier bzw. Antwerpen in den spanischen Niederlanden (im heutigen Belgien) waren als protestantische Religionsflüchtlinge nach Hamburg gekommen, als sie 1585 Antwerpen verlassen mussten. In Hamburg waren sie ab 1590 Großkaufmänner, wurden 1684 erbliche Großbürger (d. h., politisch privilegierte Patrizier) und vermischten sich mit anderen führenden niederländischstämmigen hanseatischen Familien, z. B. Amsinck. Die Familie stammt auch von der Familie Welser ab. Mitglieder der Familie Berenberg waren ab 1735 Mitglieder des Hamburger Rates (bzw. des Senats).
Ab 1821 waren Mitglieder der Familie Goßler Hamburger Senatoren, und Hermann Goßler (1802–1877) wurde erster Bürgermeister (im gleichen Rang eines Bundesfürsten). 1880 genehmigte der Hamburger Senat der Familie Goßler die Namensänderung in Berenberg-Gossler. 1889 wurde Johann Berenberg-Gossler (1839–1913) für seine Verdienste um den Zollanschluss Hamburgs in den preußischen Adelsstand erhoben und hieß nun von Berenberg-Gossler. 1910 wurde Johann von Berenberg-Gossler in den preußischen Freiherrenstand erhoben, die Führung des Titels aber an den Besitz des Familien-Fideikommiss gebunden. Die Adelung war in Hamburg umstritten. Richard J. Evans bemerkt: „Die Reichen des 19. Jahrhunderts in Hamburg waren größtenteils strenge Republikaner, die Titel verabscheuten, sich weigerten, dem preußischen Adel irgendwelche Ehrerbietung zu erweisen, und standhaft ihrer städtischen Herkunft und ihrem kaufmännischen Erbe treu blieben.“ Johanns Schwester Susanne Amsinck drückte ihr Entsetzen aus, indem sie ausrief: „Aber John, unser guter Name!“
Goßlers Park am Blankeneser Bahnhof ist nach der Familie benannt. Zudem wurde in der Antarktis eine Insel auf den Namen Gossler-Insel getauft. Diese wurde 1873/74 durch Eduard Dallmann im Auftrag der Deutschen Polar-Schifffahrtsgesellschaft entdeckt, an der Ernst Gossler (1838–1893) beteiligt war.
Im Bereich des Althamburgischen Gedächtnisfriedhofs des Ohlsdorfer Friedhofs wird auf einem Doppel-Sammelgrabmal Mitgliedern der Familie Gossler gedacht.
Nachfahren von Johann Hinrich Goßler und Elisabeth Berenberg leben heute in Deutschland und Norwegen, und einige von ihnen sind noch Mitinhaber der Berenberg Bank. Nachfahren finden sich in verschiedenen Familien u. a. mit den Namen Schramm, Burchard, Wegner, Amsinck, Paus und von Bernstorff.

## Wappen
Im Jahr 1773 nahm Johann Hinrich Gossler dieses Wappen an: Im Silber über Rot geteiltem Schild ein natürlicher Gänsefuß; auf dem Helm mit rot-silberner Decke ein offener schwarzer Flug.
Das Wappen der Familie Goßler ab 1832 zeigt ein quadrierter Schild, im ersten von Silber und Rot quer geteilten Feld ein Gänsefuß, im vierten ebenfalls von Silber und Rot quer geteilten Felde eine Gans, 2 und 3 ohne Abzeichen. Helmzierde ein offener silberner Flug.

## Namensträger
- Johann Hinrich Goßler (1738–1790), Bankier
- Johann Heinrich Gossler (1775–1842), Bankier und Senator
- Hermann Goßler (1802–1877), erster Bürgermeister
- Johann Heinrich Gossler (1805–1879), Kaufmann
- Ernst Gossler (1806–1889), Jurist und Politiker
- Wilhelm Gossler (1811–1895), Kaufmann und Abgeordneter
- Ernst Gossler (1838–1893), Bankier und Politiker
- Johann Freiherr von Berenberg-Gossler (1839–1913), Bankier
- John Henry Gossler (1849–1914), Kaufmann
- John von Berenberg-Gossler (1866–1943), Senator und Botschafter in Italien
- Cornelius Freiherr von Berenberg-Gossler (1874–1953), Bankier
- Heinrich Freiherr von Berenberg-Gossler (1909–1997), Bankier
- Carl Oscar Goßler (1875–1953), Olympiasieger im Rudern, Paris 1900
- Gustav Ludwig Goßler (1879–1940), Olympiasieger im Rudern, Paris 1900
- Carl Heinrich Goßler (1885–1914), Olympiasieger im Rudern, Paris 1900